# كتاب البيان الفارسي
كتاب البيان هو أقدس الكتب في الديانة البابية والديانة البابية الأزلية , وأحد أهم الكتب المقدسة في الديانة البهائية، كتبه الميرزا علي محمد رضا الشيرازي باللغة الفارسية.
كتب الباب هذا الكتاب بين جدران قلعة ماه كاو هذا الكتاب يحتوى على شرائع الدورة الجديدة البابية، ويعتبر هذا الكتاب تمجيدً للموعود قبل أن يكون شرائع وأحكام وفسر في الاعتقاد البابي معنى بعض الأصطلاحات التي جاءت في الكتب السابقة مثل الجنة والنار والموت والبعث والرجعة والميزان والساعة واليوم الأخر .
وقد كتب الباب نسخة أخرى من كتاب البيان باللغة العربية.

## التبشير بمن يظهره الله
فسر البهائيون في وقت لاحق أن المقصود بالموعود ومن يظهره الله هو الميرزا حسين علي نوري المعروف بلقب (بهاء الله)، وقد عارضهم في ذلك الأزليون أتباع الميرزا يحيى نوري الملقب بـ(صبح أزل)، حيث أن كتاب البيان يبين أن من يظهره الله يكون بعد الباب بألف سنة على الأقل، وأن يحيى صبح أزل هو خليفة الباب كما تبين في مقدمة لوح الوصايا للباب.